# Municipio de Hocabá
Hocabá es uno de los 106 municipios del estado de Yucatán, México, ubicado en la región centro norte del estado dentro de la demarcación de la zona henequenera. Su cabecera lleva el mismo nombre.
En la época prehispánica perteneció al cacicazgo de los Hocabail-Humúny y después de realizada la conquista entró al régimen de las encomiendas, entre las que estuvieron la de Don Gaspar Pacheco, en 1549, y años después la de Don Pedro Álvarez.

## Toponimia
En idioma maya significa arrancar ciruela, por derivarse de las voces mayas Jok, arrancar, y Aba' o Abal, ciruela.

## Colindancias
Colinda con los municipios: al norte con Xocchel y Tahmek, al sur con Sanahcat y Homún, al oriente con Xocchel y al poniente con Seyé.

## Cenote
Dzitox. El cenote se encuentra en el poniente del pueblo, aproximadamente a un kilómetro después del cementerio.

## Fechas históricas
- 1825: Hocabá forma parte del partido de Sotuta.

- 1900: Aparece como villa principal de los pueblos de Sahcabá y Sanahcat.

- 1921: Se establece el municipio libre de Hocabá.

- 1922: La finca rústica denominada San Juan deja de pertenecer al municipio. Ese mismo año Hocabá deja de tener la categoría de villa para convertirse en pueblo.

- 1924: El pueblo de Sanahcat se separa del municipio.

- 1930: Hocabá se vuelve cabecera de Sahcabá, misma que se conserva hasta la fecha.

- 1937: Las haciendas henequeneras llamadas Tixcacal Ancona y Xtohil pasan a formar parte de Hocabá.

## Actividad económica
Entre las actividades productivas que se desarrollan en el municipio está la agricultura, destacando los cultivos de henequén, maíz, chile, frijol, sandía y cacahuate. La ganadería es también importante, particularmente la porcicultura. La avicultura y la apicultura son actividades complementarias.
Hay pequeñas industrias familiares que confeccionan ropa y elaboran artesanías de henequén.
Para el turismo hay atractivos tales como dos templos. uno venerando a San Francisco del siglo XVI y otro en donde se venera a San Cristóbal, del siglo XVII, ambos ubicados en la cabecera municipal y las ex-haciendas Xucú y Buenavista.